# Blue Front
Blue Front er en erklæret hooligan-gruppe med tilknytning til fodboldklubben Brøndby IF. Gruppen startede som ungdomsafdeling til South Side United, men i takt med, at gruppen har vokset sig større, og medlemmerne er blevet ældre, er gruppen i dag selvstændig. Dog samarbejdes der tæt med South Side United , samt resten af grupperne, som har tilholdssted omkring Hovsa Bodega[kilde mangler]. Gruppens medlemmer befinder sig i alderstrinnet 18-23 år – og på grund af det, er en ny ungdomgruppering ved at få fodfæste i Brøndby, nemlig Blue Front Yngre. Blue Front anslås at have 20-40 medlemmer.
Enkelte medlemmer af Blue Front hævdes af bekende sig til nazismen og har flag/bannere med hagekorslignende symboler. Forbindelserne til den yderste højrefløj blev dog nedtrappet, da størstedelen af gruppen ikke sympatiserede med disse holdninger.
Blue Front lukkede i 2014.